# Hanna Marin

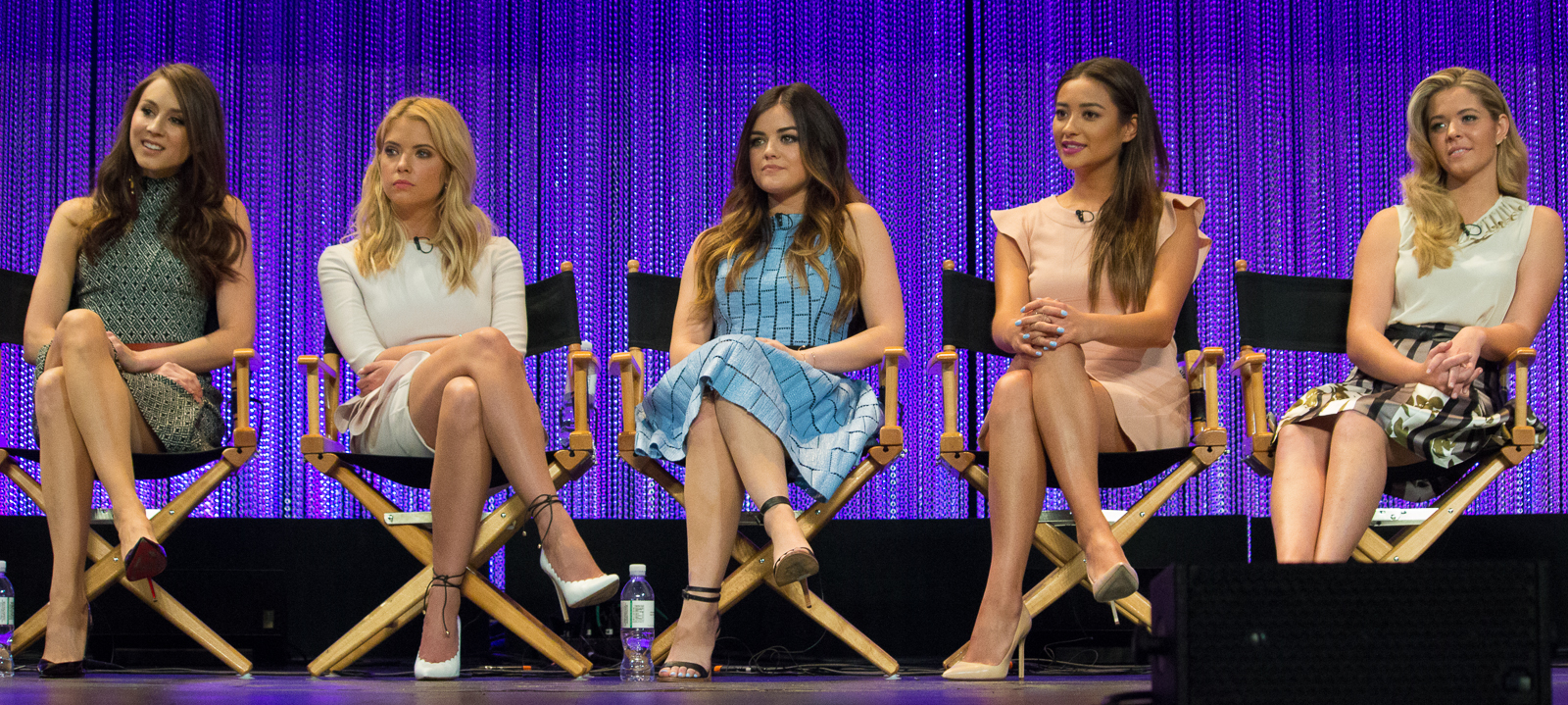
Cast van Pretty Little Liars, Ashley Benton is de tweede van links

Hanna Marin is een van de vijf hoofdpersonages van de bekende serie Pretty Little Liars, geschreven door Sara Shepard. De serie werd in 2010 verfilmd, Hanna's rol wordt in de verfilmde serie door Ashley Benson gespeeld.

## Biografie
Hanna maakt deel uit van een hecht vriendengroepje bestaand uit Spencer, Aria, Emily en Alison. Voor Alison's verdwijning, had Hanna Marin overgewicht. Ondanks het feit dat Hanna de liefste van de groep was, werd ze voortdurend uitgelachen door Alison. Ali, die de leiding had over het toenmalig groepje, noemde haar zelfs Hefty Hanna. Na Ali's verdwijning bloeit Hanna open. Ze raakte bevriend met Mona en verloor haar overgewicht, zo werden ze allebei heel populair, maar ondanks haar nieuwe reputatie bleef ze wie ze was. Hanna is gul en vriendelijk, ze is de brutaalste van de vier en durft op te komen voor haar mening. Ze is echter ook goedgelovig en vertrouwt mensen soms te gemakkelijk. Door haar stalker A, wordt ze sterker en moediger. Hanna doet er alles voor om haar vrienden en geliefden van A's sadistische grappen te beschermen. Haar felle en impulsieve kant zorgt er wel voor dat ze in de problemen komt te zitten. Door haar gedrag komt ze als een arrogante, verwend nest over, wat ze in feite helemaal niet is. Na Spencer is Hanna degene die het meest heeft getoond dat ze A wil ontmaskeren.